# دیتر برنینگر
دیتر برنینگر (انگلیسی: Dieter Brenninger؛ زادهٔ ۱۶ فوریهٔ ۱۹۴۴) بازیکن فوتبال سابق اهل آلمان است.
از باشگاه‌هایی که در آن بازی کرده‌است می‌توان به باشگاه فوتبال بایرن مونیخ، باشگاه فوتبال اشتوتگارت، و باشگاه ورزشی یانگ بویز برن اشاره کرد.
وی همچنین در تیم ملی فوتبال آلمان بازی کرده‌است.